# Anotylus incilis
Anotylus incilis är en skalbaggsart som först beskrevs av Sharp 1887.  Anotylus incilis ingår i släktet Anotylus och familjen kortvingar. Inga underarter finns listade i Catalogue of Life.